# Noah Cardona
Noah Cardona (30 de marzo de 1999 en Baillargues, cerca de Montpellier) es un deportista francés que compite en ciclismo en la modalidad de trials, ganador de una medalla de oro en el Campeonato Mundial de Ciclismo Urbano de 2017, en la prueba de trials por equipos.

## Palmarés internacional
| Campeonato Mundial | Campeonato Mundial | Campeonato Mundial | Campeonato Mundial |
| Año                | Lugar              | Medalla            | Competición        |
| ------------------ | ------------------ | ------------------ | ------------------ |
| 2017               | Chengdu ( China)   | Medalla de oro     | Trials por equipos |